# Marta Riba Carlos
Marta Riba Carlos (La Pobleta de Bellveí, 11 d'abril de 1972) és una esquiadora de muntanya catalana. És membre del Club Esqui Pobla.

## Resultats
- 2011:
  - 6a, Campionat Mundial d'esquí de muntanya, equips, juntament amb Gemma Arro Ribot[1]
- 2012:
  - 2a, Campionat europeu d'esquí de muntanya, relleus, juntament amb Gemma Arro Ribot i Mireia Miró i Varela[2]
  - 6è, Campionat europeu d'esquí de muntanya, equips, juntament amb Maria Fargues Gimeno[3]

### Patrouille des Glaciers
- 2010: 9a, juntament amb Gemma Arro Ribot i Naila Jornet i Burgada[4]

### Pierra Menta
- 2011: 6è, juntament amb Izaskun Zubizarreta Guerendiain[5]
- 2012: 6è, juntament amb Anna Cometa Pascua[6]
- 2016: 5è, juntament amb Ida Nilsson[7]